# 五奉行

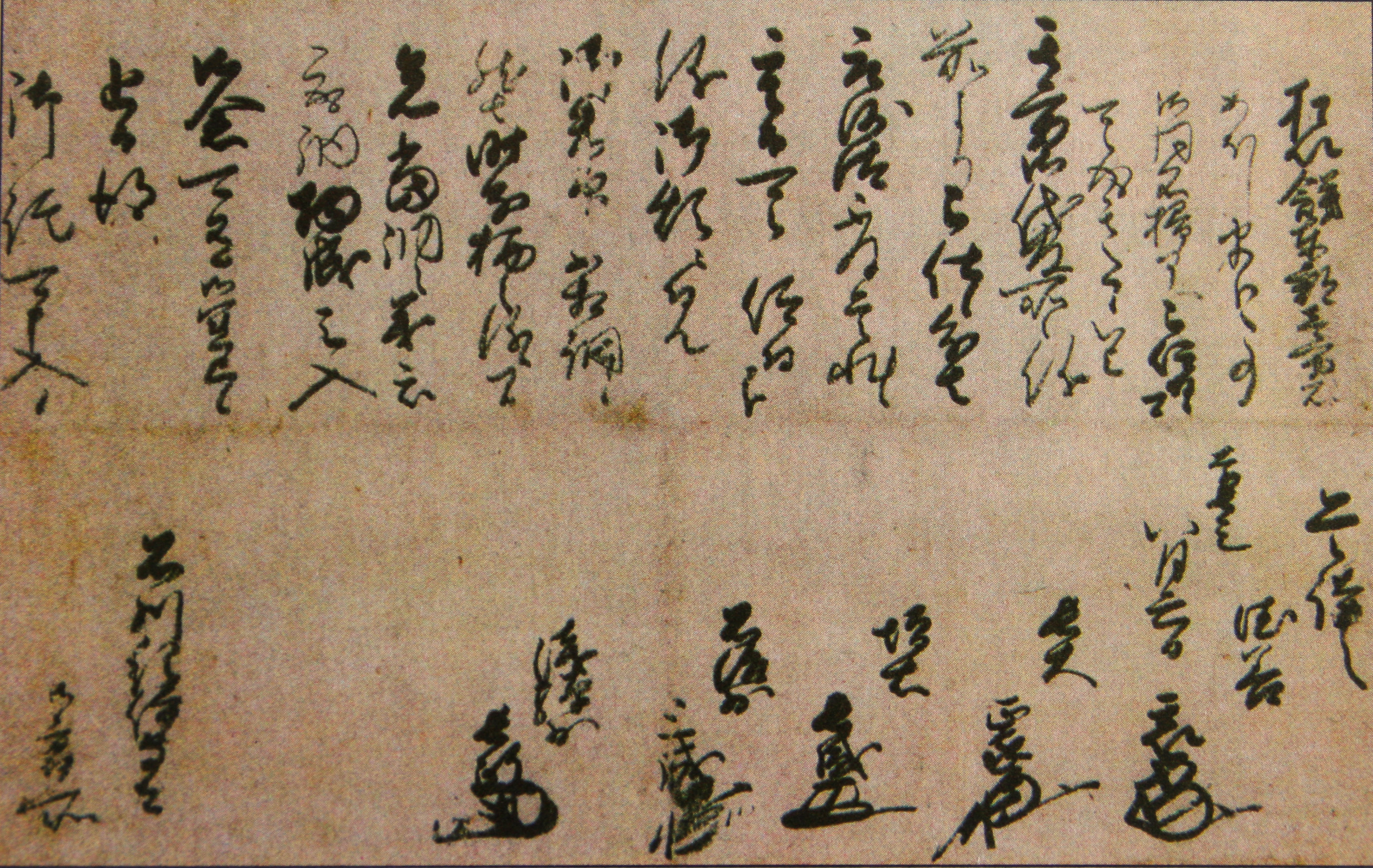
五奉行の花押。左から浅野長政、石田三成、増田長盛、長束正家、前田玄以。

五奉行（ごぶぎょう）は、安土桃山時代の豊臣政権末期に秀吉遺言覚書体制に基づき、主に政権の実務を担った浅野長政、石田三成ら5人の政治家（奉行職にあたる）的人物たちを指して呼ばれる言葉。

## 呼称について
ただし当時は「五奉行」などの特定の呼称は存在せず、「奉行」「年寄」などと呼ばれており、豊臣秀吉は三成ら側近を政権運営の要とするため、奉行を「年寄」として名目的に重みを加えておく必要性を感じ、反対に徳川家康以下宿老を「御奉行」と呼ばせることで勢威の減殺を図ったのではないかと指摘されている。また、秀吉の死後に三成たち側近が自分達が政治運営の実務を担う「年寄」で家康たち宿老は秀頼成人までその意思を代行する「奉行」に過ぎないと位置づけたのに対し、家康とその支持者たちがその位置づけを拒絶して彼らを従来通り「奉行」と呼び続けたのだとする指摘もある（奇しくも奉行を「年寄」と表記した文書の発給者と「奉行」と表記した発給者は、関ヶ原の戦いにおける西軍参加者と東軍参加者とほぼ重複しているという）。

## 概要
五奉行成立は、小瀬甫庵『太閤記』を根拠にして天正13年（1585年）とされてきたが、豊臣秀吉の死の直前の慶長3年（1598年）7月に成立されたものとする説もある。豊臣政権では大谷吉継や小西行長はじめ多くの奉行が行政を担当しており、その中でも特に重要な活躍をした5名が五奉行と呼ばれた。5名という数も定まった数ではなく、秀次事件の影響で浅野長政が一時失脚していた際には長政に代わって宮部継潤と富田一白を加えた6名が奉行を務めたとも言われている。秀次事件の後に訴訟・行政に携わったものとしては佐々行政、寺西正勝、毛利吉成、堀田一継、石田正澄、片桐貞隆、石川光元、山中長俊、木下延重などがいる。
職務は、蔵米の出納、治安の維持、徳川氏への対策などとされる。
慶長4年（1599年）、閏3月に発生した所謂七将襲撃事件で石田三成が、9月に発生した所謂家康暗殺計画で浅野長政が失脚したことにより、五奉行体制は事実上崩壊して、長束正家、前田玄以、増田長盛による所謂豊臣三奉行体制になる。これに対して、徳川家康が病気から復帰したばかりの大谷吉継を彼らの補佐に付けることで石田・浅野の穴を埋めようとしたとする説がある。
慶長5年（1600年）に石田三成が五大老の毛利輝元と共に関ヶ原の戦いに至ると、長束正家は輝元、三成らの西軍に従軍し、浅野長政は東軍の徳川秀忠の軍に属している。前田玄以、増田長盛の2名は大坂城に在城している。

## 奉行
- 主に司法担当 – 浅野長政（甲斐甲府22万石）
- 主に宗教担当 – 前田玄以（丹波亀山5万石）
- 主に行政担当 – 石田三成（近江佐和山19万石）
- 主に土木担当 – 増田長盛（大和郡山22万石）
- 主に財政担当 – 長束正家（近江水口5万石）

浅野、石田、増田の3名が政務全般に当たり、長束が知行方すなわち経理担当、前田が京都所司代兼寺社奉行を担当していた形になる。しかし、石田も文禄4年（1595年）4月から慶長4年（1599年）閏3月の間、京都所司代を務めており、5人の明確な役割分担は見出せない。
江戸幕府と比較した場合、政務の一部を五大老が担ったとしても、老中・若年寄・勘定奉行・寺社奉行・京都所司代に加えて各地方との取次・代官業務を務めたことになる。